# Ansitz Gremsen

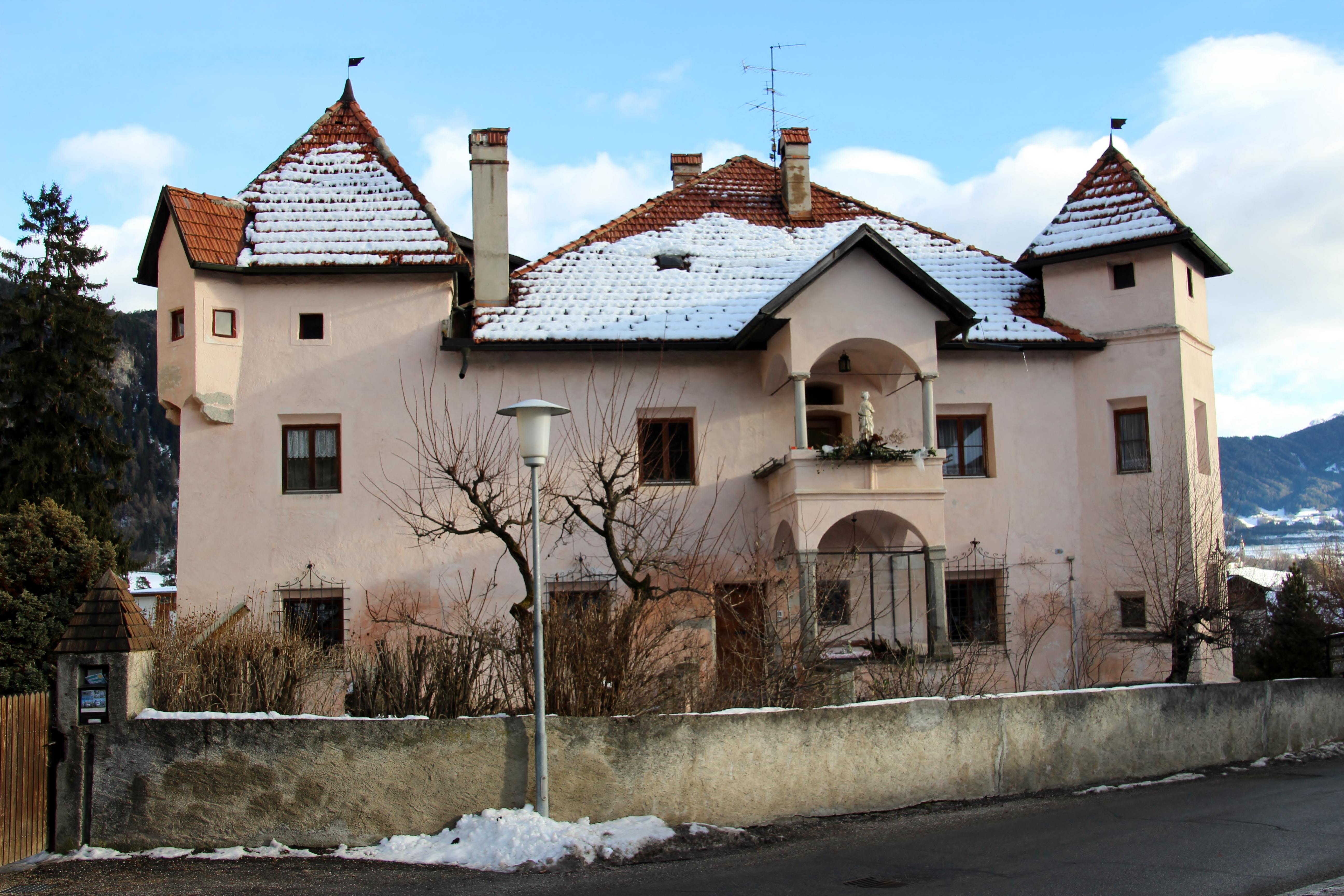
Ansitz Gremsen: Westseite

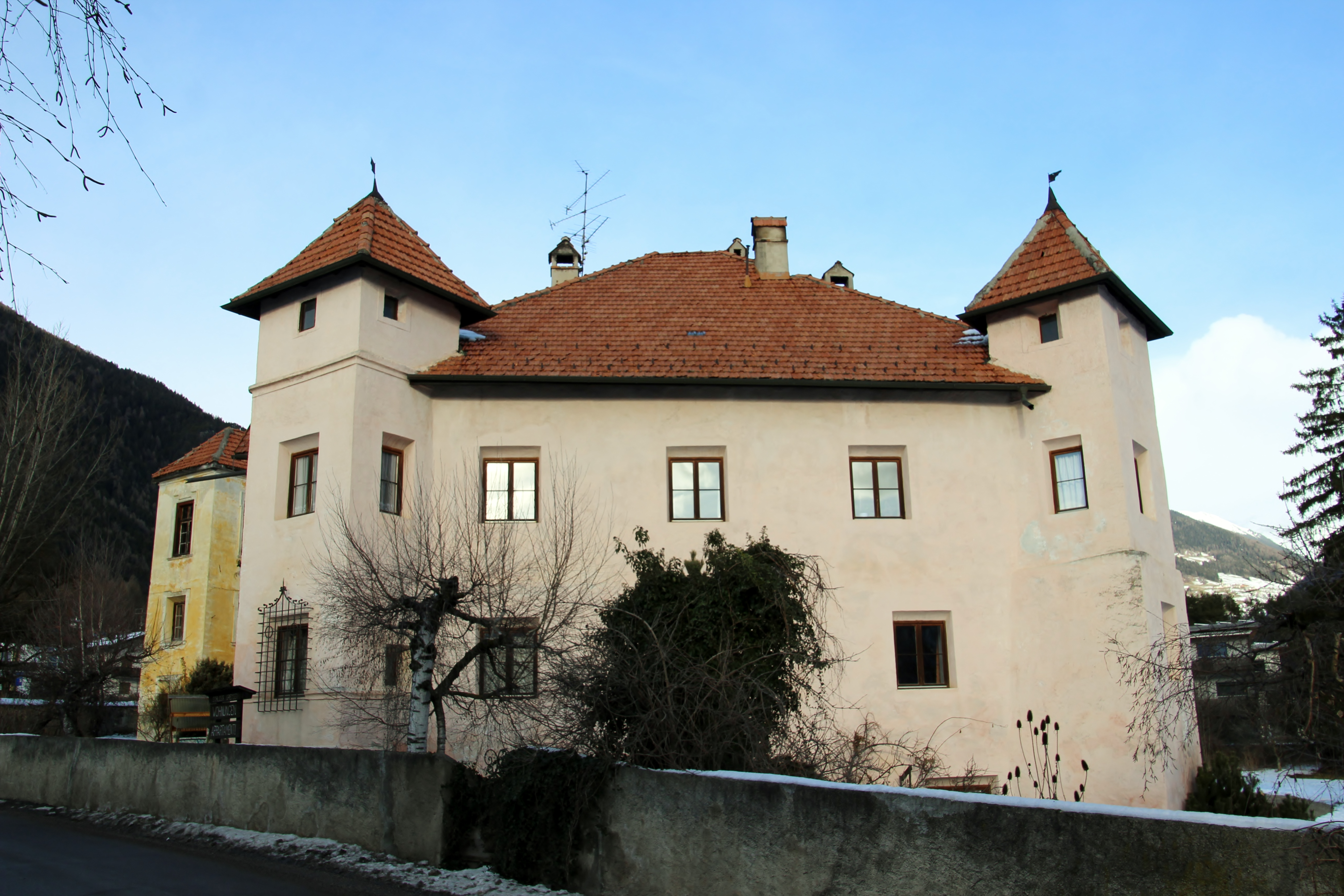
Südfassade

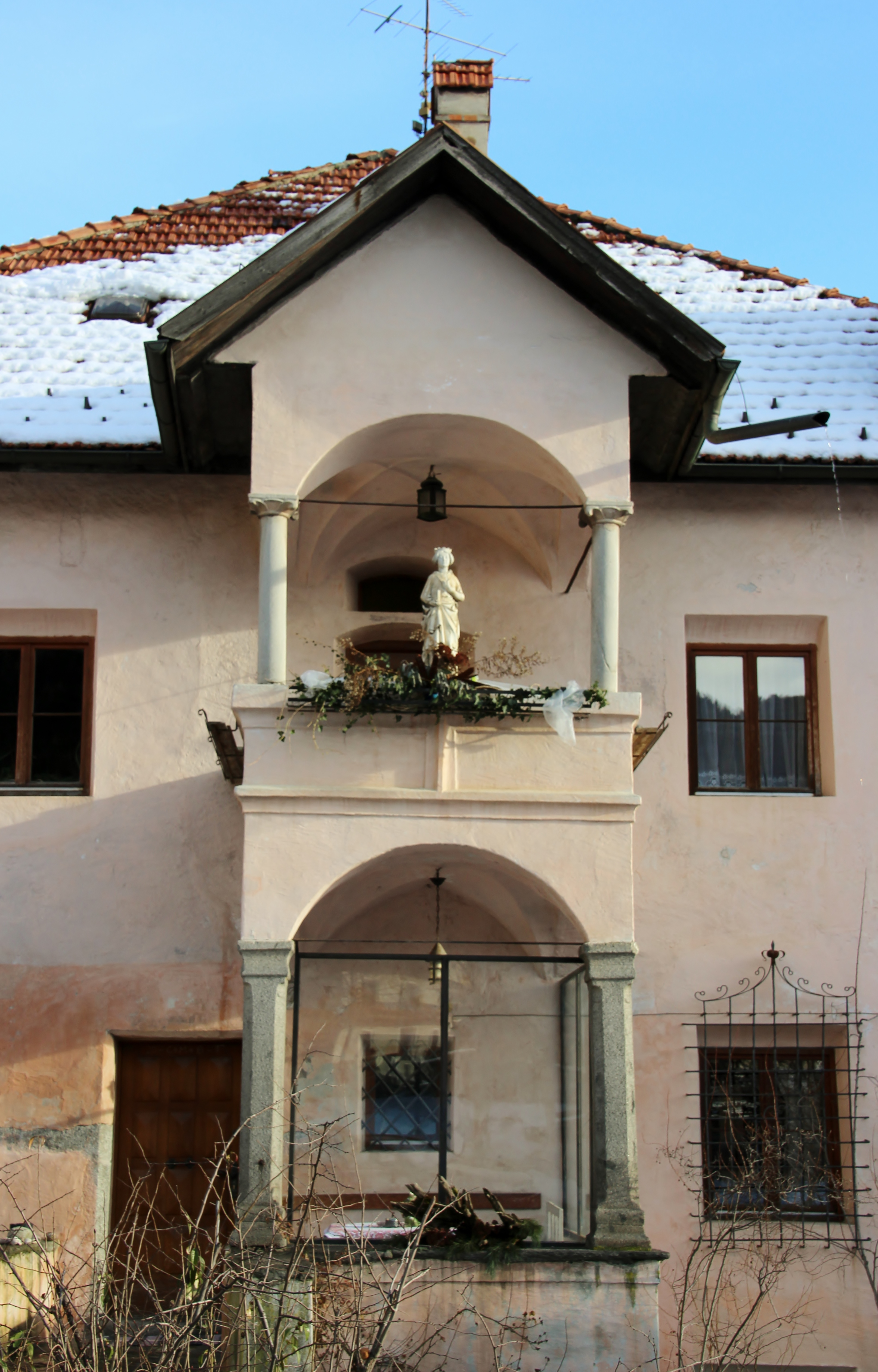
Loggia

Der Ansitz Gremsen (alternative Schreibweise Ansitz Grembs) ist ein alter Edelsitz und geschütztes Baudenkmal in St. Georgen, einer Fraktion der Gemeinde Bruneck in Südtirol. Der ursprüngliche Renaissancebau geht in seiner heutigen Gestalt auf das 17. bis 18. Jahrhundert zurück.

## Geschichte
Das Gebäude war vermutlich das Wirtschaftsgebäude der Liegenschaft Gissbach, deren Bewohner erstmals 1180 erwähnt wurden. Seinen heutigen Namen erhielt es vom Geschlecht der Familie Grembs – die 1322 urkundlich wird. Ein Michael Grembs wird 1430 als Lehensmann des Fürstbischofs von Brixen Ulrich Putsch genannt. 1514 belehnte Kaiser Maximilian I. Hans Grembs mit der Hube von Niedergrembsen. Nachdem Mitglieder der Familie den Täufern angehörten, konfiszierte der Fürstbischof von Brixen das Gut. Durch die Heirat von Ottilia Grembs mit Balthasar von Mayrhofen kam es an letztere Familie. Die Erbentochter Margarethe Mayrhofen heiratete 1548 Christoph I. Troyer, der das Prädikat Troyer zu Gissbach annahm und schon das gleichnamige danebenliegende ältere Schloss Gissbach vor 1542 erworben hatte. Darauf war Gremsen über längere Zeit im Eigentum der Linie Troyer zu Gissbach und Ansheim. Da die Erbin Anna Margareth Troyer den Veit Sigmund Söll zu Teissegg und Steinburg geheiratet hatte, kam der Ansitz kurzzeitig an die Söll von Teissegg. Durch Kauf gelangte der Ansitz danach wieder an die Linie Troyer-Gissbach.
Die Familie wurde mit Cyriak II. 1668 (bzw. 1671) als "Troyer zu Gissbach und Strassfried, Freiherren von Troyenstein" in den Freiherrenstand und 1697 mit Franz Anton von Troyer in den Grafenstand erhoben, der schon ein Jahr vorher von Kaiser Leopold I. den Burgfrieden Gissbach mit der niederen Gerichtsbarkeit und den dazugehörigen Rechten erhalten hatte. Aus dieser Zeit stammen die seitlich angebrachten Ecktürme (Ausluchten), mit denen das Haus seit 1700 geschmückt ist und stilistisch an Schloss Gissbach angepasst wurde. Seit 1804 in bürgerlichem Besitz im 19. Jahrhundert unter mehreren Familien in Wohneinheiten aufgeteilt. Teilweise lebten bis zu neun Familien mit bis zu 29 Personen in Schloss Gissbach und im dazugehörigen Haus Gremsen. Dabei wurde das Haus in einen westlichen Wohn- und östlichen Landwirtschaftstrakt aufgeteilt. Das Gebäude steht seit dem 13. Januar 1951 unter Denkmalschutz.

## Baubeschreibung
Der kompakte, nahezu quadratische dreiachsige und zweigeschossige Bau besitzt noch zwei kleinere, je 45° gedrehte dreigeschossige Ecktürme bzw. Ausluchten mit Pyramidenbedachung nach Süden, die dadurch bis ins Walmdach rausragen, einen zweigeschossigen Loggia-Anbau (Balkon mit Überdachung) im Westen, das Geschoss mit Ecksäulen, die Überdachung durch Rundsäulen gestützt, und einen größeren turmartigem Anbau mit Eckerker und kleinem Walmdach zur Straßenseite im Nordwesten.
An einem der unteren Gewölbe befinden sich zwei Konsolsteine aus weißem Marmor mit dem Allianzwappen der Mörl und der Mayrhofen.